# Phloeomys pallidus
Espèce
Statut de conservation UICN

LC : Préoccupation mineure
Phloeomys pallidus (aussi appelé rat des nuages) est une espèce de rongeurs de la sous-famille des Murinés. Elle est endémique des Philippines.